# Bjerringbro-Silkeborg Håndbold
Bjerringbro-Silkeborg Håndbold er en dansk håndboldklub, der spiller i Håndboldligaen. Klubben blev dannet i 2005 som en fusion af Bjerringbro FH og Silkeborg-Voel KFUM. Klubbens kampe spilles i Jysk Arena. Man valgte i 2019, fra Bjerringbro-Silkeborgs side at stoppe samarbejdet med de to øvrige klubber Silkeborg-Voel KFUM og Bjerringbro FH og derved fortsætte under det nye navn Bjerringbro-Silkeborg Håndbold (BSH).
Klubben vandt sit første danske mesterskab i maj 2016.
Klubben har en fanklub BSH Support som støtter dem til både ude og hjemmekampe. Fanklubben har tidligere heddet både BSV Support og Black Eagles.

## Historie

### 2005/2006
Trods store ambitioner i den nydannede håndboldklub, BSV, var man godt klar over, at det ikke ville blive første sæson man skulle spille med om medaljerne. På holdet fandt man bl.a. profilerne Mads Ø. Nielsen, Kjetil Strand og Jarle Rykkje, hvor de to sidstnævnte begge var inde omkring landsholdet i Norge. Desværre for BSV var Kjetil Strand plaget af skader i store dele af sæsonen, og med en Jarle Rykkje, der aldrig rigtig slog igennem i BSV, blev det, foruden Mads Ø. Nielsen, op til mindre profilerede spillere som Jeppe Fruensgaard, Kasper Povlsgaard og Karsten Andersen at tage ansvaret på holdet.
Trods modgang kæmpede BSV sig til finalen i landspokalen, og selv om det blev til et klart nederlag på 36-29 til GOG Svendborg TGI, i en kamp hvor Kasper Povlsgaard scorede 16 mål på 16 forsøg, kunne man se frem til at skulle spille Cupwinners Cup-sæsonen efter, da GOG Svendborg TGI sluttede på førstepladsen i håndboldligaen, og derfor skulle ud og spille Champions League-sæsonen efter.
I vinterpausen 2005/2006 blev det til en forstærkning på højrefløjen, hvor BSV hentede Christian Back, der tidligere havde været inde omkring det danske landshold, fra Ajax Heroes på en 2 1/2-årig kontrakt. På trods af forstærkningen blev det ikke til mange sejre i starten af forårssæsonen, hvor BSV skulle helt hen i midten af marts før de kunne hente forårets første sejr hjem på udebane mod et skadesramt Ajax-mandskab. Derefter begyndte det at gå en smule fremad for BSV og klubben ender på en ottende plads i håndboldligaen. En ottende plads var tilsyneladende ikke godt nok for klubbens ledelse, der i midten af maj fritstiller klubbens cheftræner Jesper Ø. Pedersen og forfremmer den daværende assistenttræner Ole Nørgaard til cheftræner. Holdets topscorer Mads Ø. Nielsen bliver ligaens fjerde mest scorende med 162 mål på 26 kampe efter spillere som Jesper Nøddesbo, Anders Eggert og Bo Spellerberg.

### 2006/2007
Efter at have sagt farvel til Kjetil Strand blev det kun til få forstærkninger op til sæsonen 2006/2007. En der dog blev lagt mærke til var Ian Marko Fog, der blev hentet fra VfL Gummersbach på en treårig kontrakt. Efterårssæsonen blev da heller ikke en tid der ville blive husket for kampene i ligaen. Kampene i Cupwinners Cup blev derimod en succes for klubben, hvor man formåede at slå hold ud som RK Agram Medvescak Zagreb samt Kadetten Schaffhausen, der var gået videre til Cupwinners Cup via en tredjeplads i årets Champions League-gruppespil. Dermed var BSV videre til 1/4-finalen, hvor holdet skulle møde et stærkt Ademar Leon mandskab med Claus Møller Jakobsen i truppen. Det viste sig da også at være en for stor mundfuld for BSV, der tabte 36-30 på udebane og 27-28 på hjemmebane.
Selv om holdet ikke klarede sig godt i håndboldligaen, skete der alligevel hele tiden en mase spændende ting i klubben. Allerede tidligt på sæsonen præsenterer BSV Carsten Albrektsen som cheftræner, Nikolaj Jacobsen som assistenttræner og Bent Nyegaard som rådgiver fra sæsonen 2007/2008; et stærkt team, der skulle vise sig at tiltrække nye store profiler til klubben. Senere på efteråret præsenterede klubben sin næste store nyanskaffelse Andreas Toudahl, der sæsonen forinden var blevet topscorer for Viborg HK, på en toårig aftale. Efter vinterpausen trak BSV endnu en kanin op af hatten i form af Morten Olsen, der ligesom Andreas Toudahl spillede i Viborg HK på daværende tidspunkt. Før sæsonens sidste kamp præsenterer BSV sæsonens sidste nyanskaffelse, den serbisk landsholdsmålmand Ivan Gajic, der skriver under på en toårig aftale.
I løbet af forårssæsonen spiller BSV lige op med flere af årets store hold, alligevel taber man flere gange med et enkelt mål, hvilket var til at se på ligaens slutstilling, hvor BSV slutter på en tiendeplads, hvilket måtte siges at være et skuffende plads for en ambitiøs klub som BSV. Holdets topscorer bliver igen Mads Ø. Nielsen med 125 mål på 26 kampe. Mens FCK Håndbold, Viborg HK, KIF Kolding og GOG Svendborg TGI strides om medaljerne i åres håndbold liga, fortsætter BSV med at købe ind og det bliver således til signing af den norske landsholdsspiller Jan Thomas Lauritzen fra den tyske storklub SG Flensburg-Handewitt, den serbiske stregspiller Milutin Dragicevic fra C.S. HCM Constanta, der var et af de hold Carsten Albrektsens GOG-mandskab spillede mod i Champions League og sidst men ikke mindst kunne BSV præsentere den danske landsholdsspiller Lars Krogh Jeppesen, der før havde spillet for både SG Flensburg-Handewitt, Barcelona og sidst THW Kiel.

## Bedrifter

### 1/8-finalerne i Champions Leauge 2012/2013
I Champions Leuage sæsonen 2012/2013 lykkedes det Bjerringbro-Silkeborg at opnå sin hidtil største bedrift på den internationale scene, det skete da klubben med 8 point og en samlet 4. plads i Champions Leauge gruppespillet spillede sig videre til 1/8-finalerne i Champions Leauge.4. pladsen i gruppespillet nåede Bjerringbro-Silkeborg efter 4 sejre i Champions Leauge hvor de blandt andet slog Gorenje Velenje 27-26 på hjemmebane.
I 1/8-finalerne skulle Bjerringbro-Silkeborg møde de 8 dobbelte Champions Leauge vindere FC Barcelona. I en fyldt Jysk Arena - Bjerringbro-Silkeborgs hjemmebane - tog midtjyderne den 17. marts 2013 imod FC Barcelona i kampen om en plads til 1/4-finalerne i Champions Leauge. Efter en flot kamp endte kampen desværre for Bjerringbro-Silkeborg med en 32-26 sejr til FC Barcelona. I returkampen den 24. marts vandt FC Barcelona også kampen med 26-24 i en kamp hvor Bjerringbro-Silkeborg var foran 13-12 ved pausen.

## Spilletruppen 2024-25
| Nr. | Navn                       | Nationalitet | Fødselsdato                | Position     | I klubben siden |
| --- | -------------------------- | ------------ | -------------------------- | ------------ | --------------- |
| 1   | Mikkel Løvkvist            | Danmark      | 31. juli 2002 (22 år)      | Målvogter    | 2002            |
| 3   | Victor Ilsøe               | Danmark      | 10. juli 2004 (20 år)      | Højre fløj   | 2024            |
| 4   | Patrick Boldsen            | Danmark      | 9. april 2003 (22 år)      | Højre fløj   | 2020            |
| 7   | Nikolaj Ø. Nielsen         | Danmark      | 26. september 1986 (38 år) | Højre Back   | 2005            |
| 9   | Guðmundur Bragi Ástþórsson | Island       | 17. februar 2002 (23 år)   | Playmaker    | 2024            |
| 11  | Rasmus Lauge               | Danmark      | 20. juni 1991 (34 år)      | Playmaker    | 2023            |
| 12  | Kasper Larsen              | Danmark      | 18. marts 1989 (36 år)     | Målvogter    | 2024            |
| 14  | Alexander Lynggaard        | Danmark      | 27. marts 1990 (35 år)     | Stregspiller | 2020            |
| 17  | August Fridén              | Danmark      | 17. december 2003 (21 år)  | Venstre fløj | 2022            |
| 19  | René Toft Hansen           | Danmark      | 1. november 1984 (40 år)   | Stregspiller | 2020            |
| 21  | Gustav Petersen            | Danmark      | 20. februar 2006 (19 år)   | Højre Back   | 2024            |
| 22  | Anders Zachariassen        | Danmark      | 4. september 1991 (33 år)  | Stregspiller | 2024            |
| 23  | Mads Lenbroch              | Danmark      | 5. marts 2000 (25 år)      | Venstre fløj | 2023            |
| 26  | Peter Balling              | Danmark      | 5. april 1990 (35 år)      | Højre back   | 2022            |
| 32  | Nikolaj Læsø               | Danmark      | 15. november 1996 (28 år)  | Venstre back | 2024            |
| 34  | Morten Olsen               | Danmark      | 11. oktober 1984 (40 år)   | Playmaker    | 2023            |
| 97  | Magnus Rahbek              | Danmark      | 16. juli 2004 (20 år)      | Venstre back | 2023            |

## Tidligere trupper

### Spillertrup 2017/18
| Nr. | Navn                    | Nationalitet | Position     |
| --- | ----------------------- | ------------ | ------------ |
| 1   | Sebastian Frandsen      | Danmark      | Målvogter    |
| 2   | Martin Risum            | Danmark      | Højre back   |
| 4   | Klaus Thomsen           | Danmark      | Venstre Back |
| 7   | Nikolaj Ø. Nielsen      | Danmark      | Højre Back   |
| 8   | Mads Ø. Nielsen         | Danmark      | Venstre back |
| 9   | Jacob Lassen            | Danmark      | Højre Back   |
| 10  | Jóhan Hansen            | Danmark      | Højre fløj   |
| 11  | Sebastian Skube         | Slovenien    | Venstre Back |
| 12  | Søren Rasmussen         | Danmark      | Målvogter    |
| 16  | Oliver Larsen           | Danmark      | Stregspiller |
| 17  | Lars Skaarup            | Danmark      | Venstre fløj |
| 18  | Jesper Nøddesbo         | Danmark      | Stregspiller |
| 19  | Jens Dolberg Plougstrup | Danmark      | Venstre back |
| 20  | Kasper Olsen            | Danmark      | Venstre back |
| 21  | Frederik Skov           | Danmark      | Højre fløj   |
| 22  | Nikolaj Markussen       | Danmark      | Venstre Back |
| 23  | Stefan Hundstrup        | Danmark      | Venstre fløj |
| 29  | Rasmus Jensen           | Danmark      | Stregspiller |
| 77  | Michael V. Knudsen      | Danmark      | Stregspiller |

### Spillertrup 2016/17
| Nr. | Navn                    | Nationalitet | Position     |
| --- | ----------------------- | ------------ | ------------ |
| 1   | Sebastian Frandsen      | Danmark      | Målvogter    |
| 4   | Klaus Thomsen           | Danmark      | Venstre Back |
| 7   | Nikolaj Ø. Nielsen      | Danmark      | Højre Back   |
| 9   | Jacob Lassen            | Danmark      | Højre Back   |
| 10  | Jóhan Hansen            | Danmark      | Højre fløj   |
| 11  | Sebastian Skube         | Slovenien    | Venstre Back |
| 12  | Søren Rasmussen         | Danmark      | Målvogter    |
| 17  | Kristian Kragh Ørsted   | Danmark      | Stregspiller |
| 19  | Rasmus Kier             | Danmark      | Højre fløj   |
| 21  | Allan Damgaard          | Danmark      | Playmaker    |
| 22  | Nikolaj Markussen       | Danmark      | Venstre Back |
| 23  | Stefan Hundstrup        | Danmark      | Venstre fløj |
| 27  | Kristian Klitgaard      | Danmark      | Venstre fløj |
| 29  | Rasmus Jensen           | Danmark      | Stregspiller |
| 39  | Jens Dolberg Plougstrup | Danmark      | Venstre Back |
| 77  | Michael V. Knudsen      | Danmark      | Stregspiller |

### Spillertrup 2015/16
| Nr. | Navn               | Nationalitet | Position        |
| --- | ------------------ | ------------ | --------------- |
| 1   | Kasper Larsen      | Danmark      | Målmand         |
| 12  | Sørenn Rasmussen   | Danmark      | Målmand         |
| 3   | Mikkel Münter      | Danmark      | Venstre fløj    |
| 4   | Klaus Thomsen      | Danmark      | Forsvarsspiller |
| 6   | Peter Pucelj       | Slovenien    | Forsvarspiller  |
| 7   | Nikolaj Ø. Nielsen | Danmark      | Højre back      |
| 9   | Anders Hallberg    | Sverige      | Playmaker       |
| 10  | Johan Hansen       | Danmark      | Højre fløj      |
| 11  | Sebastian Skube    | Slovenien    | Playmaker       |
| 15  | Dennis Kirkegaard  | Danmark      | Højre fløj      |
| 17  | Kristian Ørsted    | Danmark      | Stregspiller    |
| 20  | Mads Christiansen  | Danmark      | Højre back      |
| 22  | Nikolaj Markussen  | Danmark      | Venstre back    |
| 23  | Stefan Hundstrup   | Danmark      | Venstre fløj    |
| 29  | Rasmus Jensen      | Danmark      | Stregspiller    |
| 77  | Michael V. Knudsen | Danmark      | Stregspiller    |

### Spillertrup 2014/15
| Nr. | Navn                | Nationalitet | Position        |
| --- | ------------------- | ------------ | --------------- |
| 1   | Linus Persson       | Sverige      | Målmand         |
| 12  | Sørenn Rasmussen    | Danmark      | Målmand         |
| 2   | Richard Lönn        | Sverige      | Venstre Back    |
| 3   | Benjamin Jakobsen   | Danmark      | Stregspiller    |
| 4   | Klaus Thomsen       | Danmark      | Forsvarsspiller |
| 6   | Peter Pucelj        | Slovenien    | Forsvarspiller  |
| 7   | Nikolaj Ø. Nielsen  | Danmark      | Højre back      |
| 9   | Anders Hallberg     | Sverige      | Playmaker       |
| 11  | Sebastian Skube     | Slovenien    | Playmaker       |
| 15  | Dennis Kirkegaard   | Danmark      | Højre fløj      |
| 19  | Sigvaldi Gudjonsson | Island       | Højre fløj      |
| 20  | Mads Christiansen   | Danmark      | Højre back      |
| 22  | Theis Baagøe        | Danmark      | Venstre back    |
| 23  | Stefan Hundstrup    | Danmark      | Venstre fløj    |
| 24  | Kristian Kjelling   | Norge        | Venstre Back    |
| 77  | Michael V. Knudsen  | Danmark      | Stregspiller    |

### Spillertrup 2013/14
| Nr. | Navn                       | Nationalitet | Position        |
| --- | -------------------------- | ------------ | --------------- |
| 1   | Dane Sijan                 | Serbien      | Målmand         |
| 16  | Jannick Green              | Danmark      | Målmand         |
| 3   | Benjamin Jakobsen          | Danmark      | Stregspiller    |
| 7   | Nikolaj Ø. Nielsen         | Danmark      | Højre back      |
| 8   | Mads Ø. Nielsen            | Danmark      | Venstre back    |
| 10  | Casper U. Mortensen        | Danmark      | Venstre fløj    |
| 13  | Chris Holm Jørgensen       | Danmark      | Playmaker       |
| 15  | Dennis Kirkegaard          | Danmark      | Højre fløj      |
| 18  | Mathias Madsen             | Danmark      | Forsvarsspiller |
| 20  | Mads Christiansen          | Danmark      | Højre back      |
| 22  | Theis Baagøe               | Danmark      | Venstre back    |
| 24  | Kristian Kjelling          | Norge        | Venstre back    |
| 25  | Rasmus Nielsen             | Danmark      | Højre fløj      |
| 26  | Kasper Nielsen             | Danmark      | Forsvarsspiller |
| 31  | Frederik Schilling         | Danmark      | Venstre fløj    |
| 46  | Kari Kristjan Kristjansson | Island       | Stregspiller    |
| 99  | Sebastian Henneberg        | Danmark      | Venstre back    |

### Spillertrup 2012/13
| Nr. | Navn                    | Nationalitet | Position     |
| --- | ----------------------- | ------------ | ------------ |
| 1   | Dane Sijan              | Serbien      | Målmand      |
| 3   | Benjamin Jakobsen       | Danmark      | Stregspiller |
| 7   | Nikolaj Ø. Nielsen      | Danmark      | Højre back   |
| 8   | Mads Ø. Nielsen         | Danmark      | Venstre back |
| 9   | Guðmundur Árni Ólafsson | Island       | Højre fløj   |
| 10  | Casper U. Mortensen     | Danmark      | Venstre fløj |
| 11  | Rasmus Lauge            | Danmark      | Playmaker    |
| 13  | Chris Jørgensen         | Danmark      | Playmaker    |
| 14  | Robert Arrhenius        | Sverige      | Stregspiller |
| 15  | Dennis Kirkegaard       | Danmark      | Højre fløj   |
| 16  | Jannick Green           | Danmark      | Målmand      |
| 18  | Mathias Madsen          | Danmark      | Venstre back |
| 19  | Henrik Toft Hansen      | Danmark      | Stregspiller |
| 22  | Theis Baagøe            | Danmark      | Venstre back |
| 23  | Simon Kristiansen       | Danmark      | Højre back   |
| 26  | Kasper Nielsen          | Danmark      | Venstre back |
| 31  | Frederik Schilling      | Danmark      | Venstre fløj |

### Spillertrup 2011/12
| Nr. | Navn                    | Nationalitet | Position               |
| --- | ----------------------- | ------------ | ---------------------- |
| 16  | Jannick Green           | Danmark      | Målmand                |
| 20  | Niklas Landin           | Danmark      | Målmand                |
| 14  | Robert Arrhenius        | Sverige      | Stregspiller           |
| 10  | Espen Lie Hansen        | Norge        | Venstre back           |
| 7   | Nikolaj Ø. Nielsen      | Danmark      | Højre back             |
| 8   | Mads Ø. Nielsen         | Danmark      | Venstre back           |
| 11  | Rasmus Lauge            | Danmark      | Playmaker              |
| 15  | Dennis Kirkegaard       | Danmark      | Højre fløj             |
| 84  | Audrey Tuzolana         | Frankrig     | Venstre fløj/Playmaker |
| 18  | Mathias Madsen          | Danmark      | Venstre back           |
| 9   | Guðmundur Árni Ólafsson | Island       | Højre fløj             |
| 21  | Jesper Ahle             | Danmark      | Stregspiller           |
| 22  | Theis Baagøe            | Danmark      | Venstre back           |
| 23  | Simon Kristiansen       | Danmark      | Højre back             |
| 25  | Miha Zvizej             | Slovenien    | Stregspiller           |
| 26  | Kasper Nielsen          | Danmark      | Venstre back           |
| ??  | Benjamin Jakobsen       | Danmark      | Streg                  |
| 83  | Fredrik Petersen        | Sverige      | Venstre fløj           |